# Spiranthes infernalis
Spiranthes infernalis là một loài thực vật có hoa trong họ Lan. Loài này được Sheviak miêu tả khoa học đầu tiên năm 1989.